# Mod wsgi
mod_wsgi — модуль для веб-сервера Apache, который предоставляет WSGI-совместимый интерфейс для работы с web-приложениями, написанными на языке программирования Python. Совместим с версиями языка Python 2 и Python 3. Разрабатывается Грэмом Дамплтоном (один из разработчиков mod python)

## Возможности
Модуль позволяет Apache работать с web-приложениями, написанными на языке python. Позиционируется как замена не развивающемуся mod python.
Позволяет запускать web-приложения в двух режимах: режиме встраивания, при котором используются одинаковые идентификаторы пользователя и группы (uid и gid соответственно) для всех использующих модуль приложений, а также в режиме демона (доступен для Apache 2.x) — где можно задать пользователя, от имени которого будет запускаться каждое приложение, что повышает безопасность в случае общего хостинга для разных пользователей.